# 碑高乡
碑高乡，是中华人民共和国四川省达州市达川区曾经下辖的一个乡。2019年12月，撤销碑高乡，将其所属行政区域划归赵家镇管辖。

## 行政区划
碑高乡撤销前下辖以下地区：
街道社区、高码头村、石佛庙村、五龙寺村、池塘村、芦山村、永必坝村、周家安村和龙洞坝村。